# 杜譲能
杜 譲能（と じょうのう、841年 - 893年）は、唐代の人物。本貫は京兆郡杜陵県。

## 生涯
杜譲能は、杜如晦の叔父の杜淹の八世の孫にあたる。父は杜審権であり、母方の祖父は李翺である。杜審権は、崔程の娘たちが美しく徳があると耳にして、杜譲能と娶せようとしたところ、最終的に、崔程は、兄弟の娘を杜譲能に嫁がせた。
咸通14年（873年）、進士に登第し、宣武王唐鋅の推官となり、中書舎人・翰林学士を歴任した。興元年間に宰相となり、昭宗のときに太尉に任ぜられた。
景福2年（893年）、鳳翔節度使の李茂貞が不遜であり、その無法に耐えられなくなったことを理由に、昭宗が李茂貞を討伐するために出兵しようとすると、杜譲能はこれに反対し、「李茂貞の領地は大きく、兵は強いため、唐の朝廷の力では未だ李茂貞を討つことができません。また、李茂貞の本拠地である鳳翔は京師に近いため、自らを危険に晒すことは簡単ですが、後悔するという難を生じるため、かつて鼂錯を誅殺しようとしたが達成できなかったときのことを想起して、今回もそのようになることを恐れています」と述べた。昭宗は、杜譲能の諫言を聞かず、杜譲能に命じて禁軍の兵3万人を統率させ、鳳翔に迫った。李茂貞は、6万の兵馬を率いてこれを迎撃した。後に禁軍が大敗すると、李茂貞は、宰相を殺害する詔書を発するよう昭宗に対して要求し、20日には、西門君遂・李周潼・段詡ら3人を殺害するところとなった。李茂貞は、兵を退却させず、京師に進軍すると放言し、勝利に乗じて三橋に至った。杜譲能は、自らの死を覚悟し、「臣は死をもって難を解くことを願います」と述べた。昭宗は、涙を流し、「卿の決めたとおりにせよ」と述べた。また、杜譲能は、雷州氏戸に落とされた。10月乙未、杜譲能と戸部侍郎の杜弘徽兄弟は、死を賜った。『新唐書』では、杜譲能の弟の杜彦林もまた害せられたと記載されているが、これは誤りである。

## 子女
- 長男：杜光義 - 字は啓之。
- 次男：杜暁（中国語版） - 字は明遠。膳部郎中・翰林学士を務めた。